# 哥斯達黎加政治
哥斯达黎加政治是實行总统制的代议制民主共和国，並實行多党制。行政權由总统及其内阁行使，哥斯達黎加總統既是国家元首，同時是政府首脑。立法权則屬于立法大會。总统和57名立法大會的議員每届任期皆為四年。司法机關独立于行政和立法机构运作，但仍保留参与政治之進程。哥斯达黎加拥有完善的宪法制衡制度。 投票在哥斯达黎加是强制性的，但不强制性执行。
1998年取消七省省长职务， 取消省级立法机构。2009年，由國家壟斷的保險和電信業務開始向私營部門開放競爭。部分其他的國營机构亦享有相当大的业务独立性和自主权，包括電力公司（Instituto Costarricense de Electricidad）、国有商业银行（对私人银行的竞争持开放态度）和社会保障机构（Caja Costarricense del Seguro Social）。
哥斯达黎加並無军队，但拥有一支国家警察部队和一支特种部队，作为总统部的一部分。
經濟學人智庫2019年的民主指數中，將哥斯達黎加評為「民主」。

## 政府機構

### 行政部門
總統由選民直接選舉產生，任期四年，有別於議會制般由國民議會選舉產生。總統連同兩名副總統，以及由他任命的部長組成總統內閣。1969年通過的憲法修正案將總統和其副手限制為一個任期，但代表可以在缺席一個任期後，再次競選議會席位。該禁令於2004 年4月被正式承認為違憲，故此奧斯卡·阿里亞斯在2006年哥斯達黎加總統選舉中第二次競選總統，他以大約1%的優勢獲勝。
與其他拉丁美洲總統相比，哥斯達黎加總統的權力有限。例如，其不能否決立法預算，因此國會擁有相對大的立法權。另一方面，他可在未經國會批准的情況下，任命任何人進入他的內閣，這亦是總統對國會最重要的制衡權力。

### 立法部門
立法權由立法大會掌控，議員由直選產生，全國七省皆採取比例代表制。議員任期為四年，任期不連續。

### 司法部門
司法機關的主要機構是其最高法院。立法議會和下級法院選出了22名治安法官，任期為8年。最高法院憲法分庭（Sala IV），負責審查立法、行政行動和某些合憲性傳票。Sala IV 以下的法院則處理涉及法律和刑事糾紛的案件。此外，最高選舉法庭負責處理選舉問題，並獨立於其他法院。雖然司法機構獨立於政治選舉產生的行政和立法部門，但它通常負責解決政治和法律衝突。

### 機構監督
總審計長（Comptroller General）、總檢察長（Procurator General）和監察員（Ombudsman）負責監督政府。其自主運作。這些部門有權審查、調查和起訴政府。此外，它們可對大多數政治和政府機構提出程序要求，以調查政治人物和政黨之作為。